# Phil Schiller
Pour les articles homonymes, voir Schiller.
Philip W. Schiller est le Vice-Président marketing d'Apple. Il est l'une des figures importantes dans les présentations publiques d'Apple. Il assiste le CEO d'Apple Tim Cook et se trouve dans l'équipe de direction de la société depuis le retour de Steve Jobs à Apple en 1997.

## Études
Philip Schiller est né le 8 juin 1960 à Natick dans le Massachusetts. Il obtient une licence en sciences (biologie) du Boston College en 1982. Il avait aussi commencé un Ph.D en anglais, qu'il n'a pas mené à son terme. Il a travaillé chez de nombreuses entreprises américaines, notamment en tant Vice-Président de Macromedia à San Francisco ou encore directeur du marketing produit à FirePower Systems à Menlo Park en Californie. 
Philip Schiller a travaillé chez Apple sur le développement de l'iMac, de l'iBook, du PowerBook G4, de l'iPod, macOS (anciennement Mac OS X et OS X) ou encore plus récemment de l'Apple Watch. 
Il est également connu pour participer fréquemment à des keynote organisées par Apple, notamment quand Steve Jobs était malade. 

## Son parcours
- Programmeur et analyste chez Norton & Company ainsi qu'à l'hôpital général du Massachusetts ;
- Directeur du marketing dans la société FirePower Systems ;
- Vice-président de marketing chez Macromedia.
- Vice-président marketing chez Apple depuis 2002[1].